# Daroot-Korgon
Daroot-Korgon (in kirghiso Дароот-Коргон?) è una città del Kirghizistan, capoluogo del distretto di Čong-Alaj.

## Geografia fisica
L'insediamento è situato sulle sponde del fiume Kyzyl-Suu nel settore occidentale della valle di Alaj; a nord si trova una strada che veniva usata dagli esploratori russi prima della costruzione dell'attuale autostrada A372 che, attraverso Sary Taš (sita a 90 km ad est), porta a Oš.
A sud il fiume Altyn scorre attraverso una profonda valle nella catena del Trans-Alaj, all'imbocco della quale c'è un valico di frontiera tagiko, nei dintorni è altresì presente il ghiacciaio Fedčenko.

## Villaggi adiacenti
- Kara-Shivak
- Kara-Su